# Sandusky (Míchigan)
Sandusky es una ciudad ubicada en el condado de Sanilac en el estado estadounidense de Míchigan. Es sede del condado de Sanilac. En el Censo de 2010 tenía una población de 2679 habitantes y una densidad poblacional de 481,77 personas por km².

## Geografía
Sandusky se encuentra ubicada en las coordenadas 43°25′13″N 82°49′59″O / 43.42028, -82.83306. Según la Oficina del Censo de los Estados Unidos, Sandusky tiene una superficie total de 5.56 km², de la cual 5.55 km² corresponden a tierra firme y (0.14%) 0.01 km² es agua.

## Demografía
Según el censo de 2010, había 2679 personas residiendo en Sandusky. La densidad de población era de 481,77 hab./km². De los 2679 habitantes, Sandusky estaba compuesto por el 94.36% blancos, el 1.53% eran afroamericanos, el 0.26% eran amerindios, el 1.12% eran asiáticos, el 0% eran isleños del Pacífico, el 1.31% eran de otras razas y el 1.42% pertenecían a dos o más razas. Del total de la población el 3.55% eran hispanos o latinos de cualquier raza.